# Eurysthea magnifica
Eurysthea magnifica är en skalbaggsart som beskrevs av Martins 1985. Eurysthea magnifica ingår i släktet Eurysthea och familjen långhorningar. Inga underarter finns listade i Catalogue of Life.